# Cosmoscarta dimota
Cosmoscarta dimota är en insektsart som beskrevs av Schmidt 1910. Cosmoscarta dimota ingår i släktet Cosmoscarta och familjen spottstritar. Inga underarter finns listade i Catalogue of Life.